# Alzi
Alzi est une commune française située dans la circonscription départementale de la Haute-Corse et le territoire de la collectivité de Corse. Elle appartient à l'ancienne piève de Bozio.

## Géographie

### Situation
Alzi est une commune du Bozio, ancienne piève aux marges de la partie sud-occidentale de la Castagniccia, dans le territoire de vie du « Centru di Corsica » du parc naturel régional de Corse dont elle est adhérente. Elle est l'une des 24 communes du canton de Bustanico, la plus petite par sa superficie de 2,74 km2 et l'avant-dernière du canton par sa population.
Communes limitrophes

### Géologie et relief
Alzi se situe dans la partie sud-occidentale du massif du Monte San Petrone, dans la « Corse orientale Alpine », composée de terrains divers, issus d’un océan disparu appelé liguro-piémontais (océan Thétys dont l’âge est compris entre -170 à  -60 Ma) et de ses marges continentales. Son sol est fait de schistes métamorphiques (ou schistes lustrés) et d'ophiolites d’âge Jurassique et Crétacé.
Le territoire communal s'étale au flanc sud-ouest de la Punta di Caldane (1 724 m), sommet méridional remarquable du massif du Monte San Petrone, en déclinant vers une zone de la dépression centrale de l'île, occupée ici par le lit du Tavignano. Un chaînon secondaire, s'épaulant au Monte Muffraje (1 712 m) de la chaîne principale du massif, situé à une distance orthodromique d'environ 1 300 m au nord de la Punta di Caldane, partage avec la rivière de Bravona qui coule à ses pieds, ce territoire en deux :
- à l'ouest, la partie basse représentée par l'étroit bassin versant du ruisseau de Pruno ;
- à l'est, la partie haute, un quasi triangle isocèle dont le sommet se situe à 650 m au SE de la Punta di Caldane.

### Hydrographie
Comme dit ci-dessus, le ruisseau de Pruno est le principal cours d'eau du secteur occidental du territoire communal, même si le ruisseau de Pasquale dans lequel il se jette sépare au sud le territoire communal avec celui de Sant'Andréa-di-Bozio sur environ 1,120 km. Il nait sur Alzi, sous la Punta Suttana di Vitullo (1 141 m) située sur la chaîne principale du massif. Son cours long de 2,2 km, se termine dans le ruisseau de Pasquale affluent du ruisseau de Zincajo dont les eaux alimentent le Tavignano.
La partie centrale au relief marqué, occupée par un secteur d'un chaînon secondaire de la dorsale du massif, est traversée dans un axe orienté NO-SE par la rivière de Bravona sur une distance d'environ 2,2 km et par son affluent, le ruisseau de Casaninchi (rd) au cours quasi parallèle, qui nait sur la commune et lui apporte ses eaux sur Mazzola.

### Voies de communication et transport

#### Accès routiers
La D339 traverse la commune venant de Mazzola et allant à Alando

## Urbanisme

### Typologie
Au 1er janvier 2024, Alzi est catégorisée commune rurale à habitat très dispersé, selon la nouvelle grille communale de densité à sept niveaux définie par l'Insee en 2022.
Elle est située hors unité urbaine. Par ailleurs la commune fait partie de l'aire d'attraction de Corte, dont elle est une commune de la couronne,. Cette aire, qui regroupe 34 communes, est catégorisée dans les aires de moins de 50 000 habitants,.

### Occupation des sols
L'occupation des sols de la commune, telle qu'elle ressort de la base de données européenne d’occupation biophysique des sols Corine Land Cover (CLC), est marquée par l'importance des forêts et milieux semi-naturels (100 % en 2018), une proportion identique à celle de 1990 (100 %). La répartition détaillée en 2018 est la suivante : 
forêts (67 %), milieux à végétation arbustive et/ou herbacée (33 %). L'évolution de l’occupation des sols de la commune et de ses infrastructures peut être observée sur les différentes représentations cartographiques du territoire : la carte de Cassini (XVIIIe siècle), la carte d'état-major (1820-1866) et les cartes ou photos aériennes de l'IGN pour la période actuelle (1950 à aujourd'hui).

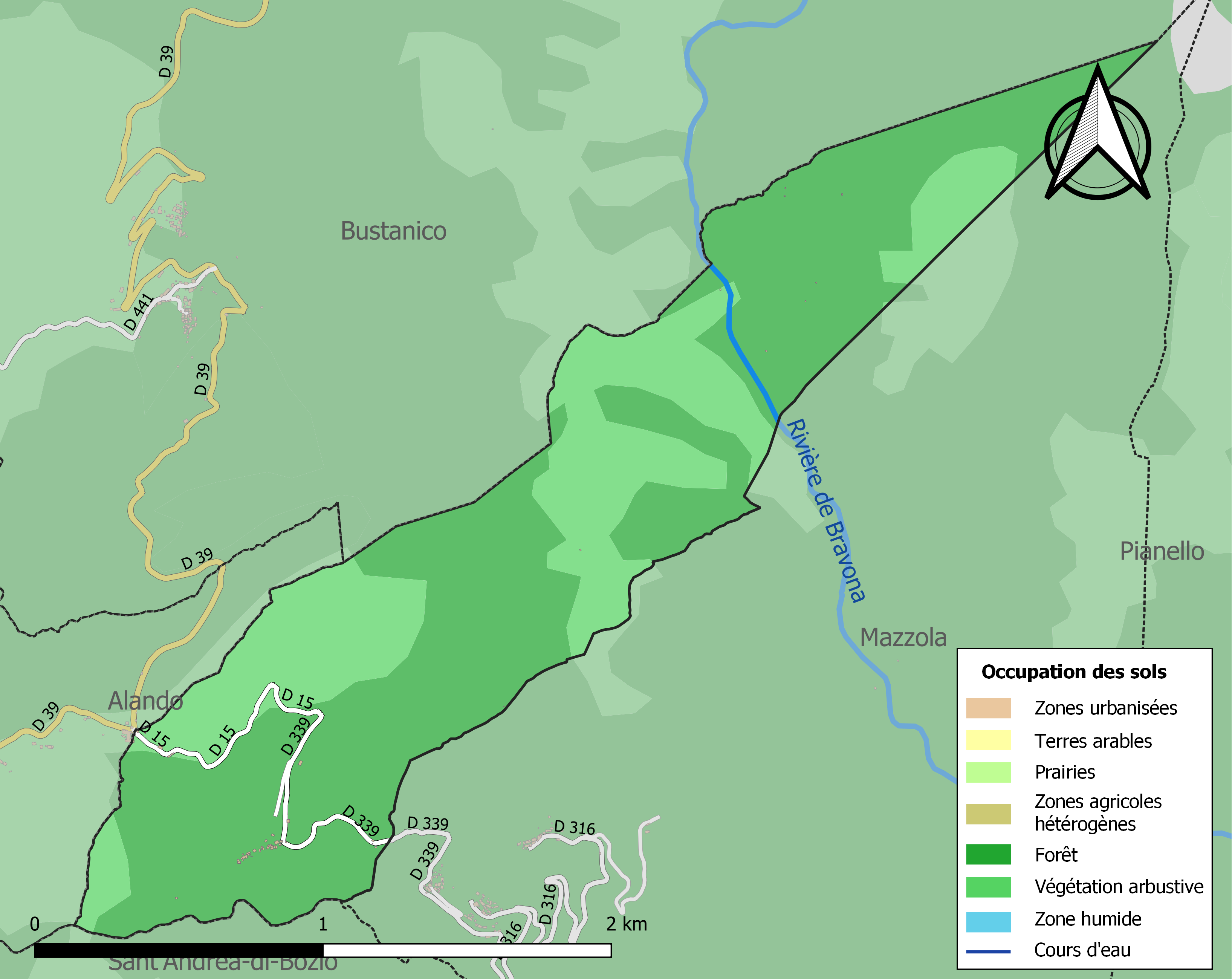
Carte des infrastructures et de l'occupation des sols de la commune en 2018 (CLC).

## Histoire

### Antiquité
La Corse était peuplée de plusieurs nations dont la plus connue était les Vanacini qui occupaient tout le Cap Corse. Les Opini étaient établis au sud des Macrini (ou Mariani) et occupaient le bassin moyen du Tavignano.

« Les Opini dont le territoire embrassait l'ancien pays de Pino, avec un oppidum au mont Oppido près de Chiatra, se trouvaient resserrés entre les colons de Mariana et ceux d'Aléria. Repoussés par les conquérants ils ont dû se réfugier sur les plateaux d'Alesani et d'Orezza. »

— Xavier Poli in La Corse dans l’Antiquité et dans le haut Moyen Âge p. 61

## Politique et administration

### Tendances politiques et résultats
En avril 2022, Alzi accède à une certaine notoriété pour avoir été l'unique communique française à ne donner aucune voix aux deux candidats présents au second tour de l'élection présidentielle, tous les inscrits du village s'étant abstenus sauf un ayant voté nul.

### Liste des maires
| Période                                  | Période  | Identité           | Étiquette | Qualité  |
| ---------------------------------------- | -------- | ------------------ | --------- | -------- |
| 1983                                     | 1985     | M. Durastanti      |           |          |
| 1985                                     | 2014     | Ginette Durastanti |           |          |
| mars 2014                                | En cours | Simon Venturini    | CL        | Retraité |
| Les données manquantes sont à compléter. |          |                    |           |          |

## Population et société

### Démographie
L'évolution du nombre d'habitants est connue à travers les recensements de la population effectués dans la commune depuis 1800. Pour les communes de moins de 10 000 habitants, une enquête de recensement portant sur toute la population est réalisée tous les cinq ans, les populations de référence des années intermédiaires étant quant à elles estimées par interpolation ou extrapolation. Pour la commune, le premier recensement exhaustif entrant dans le cadre du nouveau dispositif a été réalisé en 2005.

En 2022, la commune comptait 27 habitants, en évolution de +8 % par rapport à 2016 (Haute-Corse : +5,15 %, France hors Mayotte : +2,11 %).
| 1800 | 1806 | 1821 | 1831 | 1836 | 1841 | 1846 | 1851 | 1856 |
| ---- | ---- | ---- | ---- | ---- | ---- | ---- | ---- | ---- |
| 112  | 121  | 120  | 119  | 152  | 140  | 156  | 141  | 161  |

| 1861 | 1866 | 1872 | 1876 | 1881 | 1886 | 1891 | 1896 | 1901 |
| ---- | ---- | ---- | ---- | ---- | ---- | ---- | ---- | ---- |
| 150  | 141  | 170  | 155  | 115  | 123  | 111  | 106  | 120  |

| 1906 | 1911 | 1921 | 1926 | 1931 | 1936 | 1946 | 1954 | 1962 |
| ---- | ---- | ---- | ---- | ---- | ---- | ---- | ---- | ---- |
| 113  | 111  | 105  | 107  | 103  | 104  | 76   | 35   | 41   |

| 1968 | 1975 | 1982 | 1990 | 1999 | 2005 | 2006 | 2010 | 2015 |
| ---- | ---- | ---- | ---- | ---- | ---- | ---- | ---- | ---- |
| 39   | 24   | 17   | 11   | 17   | 17   | 16   | 20   | 25   |

| 2020 | 2022 | - | - | - | - | - | - | - |
| ---- | ---- | - | - | - | - | - | - | - |
| 25   | 27   | - | - | - | - | - | - | - |

## Culture locale et patrimoine

### Personnalités liées à la commune
- François Marcantoni (1920 - 2010), résistant.